# Rochelle (Géorgie)
Pour les articles homonymes, voir Rochelle.
Rochelle est une ville américaine située dans le comté de Wilcox, en Géorgie. Selon le recensement de 2020, sa population est de 1 167 habitants.